# Віллехарі
Віллехарі (Віддехар, Віллехарій) (д/н — бл. 712) — герцог Алеманії в 709—712 роках.

## Життєпис
Ймовірно належав до алеманської знаті, що мала родинний зв'язок з попередніми герцогами Алеманії. У 709 році після смерті герцога Готфріда (з роду Агілольфінгів) Віллехарі виступив проти синів останнього Лантфріда та Теудебальда. В цьому відобразилося небажання частини алеманів підкорятися іншоплеменному роду (Агілольфінги були франками або баварами).
Втім Віллехарі зумів зайняти лише прирейнські області (західна Алеманія). Цією ситуацією скористався франкський мажордом Піпін Герістальський, що виступив на підтримку синів Готфріда. Проти Віллехарі були здійснені походи у 709 і 712 роках, внаслідок чого алемани зазнали поразки від франків. Напевне тоді ж загинув сам герцог. Алеманія була поділена між Лантфрідом і Теудебальдом.